# Миглиж
Мигли́ж (болг. Мъглиж) — місто в Старозагорській області Болгарії. Адміністративний центр общини Миглиж.

## Населення
За даними перепису населення 2011 року у місті проживали 3269 осіб.
Національний склад населення міста:
| Національність   | Кількість осіб | Відсоток |
| ---------------- | -------------- | -------- |
| болгари          | 2135           | 67,3%    |
| цигани           | 933            | 29,4%    |
| турки            | 11             | 0,3%     |
| інша             | 70             | 2,2%     |
| не визначились   | 23             | 0,7%     |
| Всього відповіли | 3172           |          |

Розподіл населення за віком у 2011 році:
Динаміка населення: